# 皮奥伊州坦克
皮奥伊州坦克（葡萄牙語：Tanque do Piauí）是巴西皮奥伊州的一个市镇。总面积377.042平方公里，总人口2637人，人口密度7人/平方公里。